# Кукленско македонско благотворително братство
Кукленското македонско благотворително братство „Христо Узунов“ е организация на бежанците от областта Македония, установили се в Куклен, Станимашко.

## История
Братството е основано на 26 април 1925 година по инициатива на Димитър Янев. В настоятелството му влизат Васил Попкостов (председател), Нако Иванов (подпредседател), Христо Хаджинакев (секретар), Тр. Тюфекчиев (касиер), а съветници са Коста С. Шумаров, Трайчо Ив. Кралев и Д. Ников.